# Ружичка, Штефан
Ште́фан Ру́жичка (словац. Štefan Ružička; род. 17 февраля 1985, Нитра) — словацкий хоккеист.

## Карьера
Профессиональную карьеру Ружичка начал в родном клубе «Нитра», в 15-летнем возрасте, попав сначала в молодёжный состав, а позже периодически появляясь в фарм-клубе взрослой команды. В 2003 году, после удачного сезона, поведенного напополам между фарм-клубом и молодёжной командой, принял решение отправиться за океан.

### Заокеанская карьера
Задрафтован в 2003 году «Филадельфией Флайерз» в третьем раунде, под общим 81-м номером.
Первые два сезона 2003/04 и 2004/05 провёл в клубе OHL «Owen Sound Attack», «разбавив» их пятью играми за фарм-клуб «Филадельфии Флайерз» — «Филадельфию Фантомс» из AHL. В сезоне 2003/04 в 74 играх забросил 36 голов и сделал 44 результативные передачи, тем самым набрав по системе гол + пас 80 очков. Этот результат позволил ему стать лучшим бомбардиром клуба. В февралье 2004 года был признан лучшим игроком недели в лиге Онтарио. В этом же году попал во вторую сборную звёзд лиги Онтарио.
В сезоне в 62 матчах набрал 70 очков (37 шайб + 33 передачи). На следующий год тренеры «Филадельфии» отправили его на уровень выше в AHL, играть за фарм-клуб — «Филадельфия Фантомс». Стал третьим в клбе по результативности (48 очков в 74 встречах). В этом же сезоне дебютировал в НХЛ. Первый матч в составе «Филадельфии Флайерз» провел 8 февраля 2006 года против «Нью-Йорк Айлендерс». Первую шайбу в НХЛ забросил в матче против «Питтсбург Пингвинз» 26 октября 2006 года. Всего провёл 40 матчей за «Флайерз», в которых забил 3 шайбы и сделал 10 передач, выходя в 4 звене. На будущий год отыграл в НХЛ лишь 14 встреч (забросив 1 шайбу и сделав 3 передачи), проведя основную часть сезона в фарм-клубе (29 игр, 14 голов и 9 передач).
Ружичка запомнился несколькими драками. Самым зрелищным оказался поединок с Дэрилом Сидором из «Питтсбург Пингвинз» 10 ноября 2007 года.

### «Спартак» Москва
Перешёл в московский «Спартак». В марте 2010 года подписал ещё один двухлетний контракт с клубом.
14 ноября 2008 года забросил четыре шайбы в ворота новокузнецкого «Металлурга», став первым хоккеистом в истории КХЛ, кому удалось забросить более трёх шайб в одном матче.

### «Салават Юлаев»
23 января 2013 года был обменян в уфимский «Салават Юлаев» на денежную компенсацию. В конце сентября 2013 года был выставлен на драфт отказов на 48 часов. Так как игроком так и не заинтересовался ни один из клубов КХЛ, был отправлен в фарм-клуб нефтекамский «Торос», в составе которого провёл 6 матчей и отдал 2 результативные передачи.

### «Авангард»
16 октября 2013 года «Салават Юлаев» обменял Ружичку на форварда омского «Авангарда» Томаша Заборски. 18 марта 2014 года сделал хет-трик в ворота «Югры», став первым хоккеистом, кому удалось забросить три шайбы в матче Кубка Надежды.

### «Слован»
27 января 2015 года расторг контракт по обоюдному соглашению сторон. А 14 сентября 2015 года объявил о завершении карьеры.

## Статистика
Последнее обновление: 5 января 2014 года
```
                                            --- Regular Season ---  ---- Playoffs ----
Season   Team                        Lge    GP    G    A  Pts  PIM  GP   G   A Pts PIM
--------------------------------------------------------------------------------------
2001-02  Nitra MHC                   Slova  19    0    5    5   29  --  --  --  --  --
2003-04  Owen Sound Attack           OHL    62   34   38   72   63   7   1   6   7   8
         Philadelphia Phantoms       AHL     2    0    0    0    0   3   1   0   1   2
2004-05  Owen Sound Attack           OHL    62   37   33   70   61   8   3   3   6  14
2005-06  Philadelphia Phantoms       AHL    73   16   32   48   88  --  --  --  --  --
         Philadelphia Flyers         NHL     1    0    0    0    2  --  --  --  --  --
2006-07  Philadelphia Flyers         NHL    40    3   10   13   18  --  --  --  --  --
         Philadelphia Phantoms       AHL    29   14    9   23   25  --  --  --  --  --
2007-08  Philadelphia Flyers         NHL    14    1    3    4   27  --  --  --  --  --
2008-09  Spartak Moscow              KHL    55   18   19   37   81   6   3   4   7   6
2009-10  Spartak Moscow              KHL    56   16   20   36   72  10   3   1   4  24
2010-11  Spartak Moscow              KHL    47   17   15   32   47   4   3   0   3   2
2011-12  Spartak Moscow              KHL    53   22   17   39   67  --  --  --  --  --
2012-13  Spartak Moscow              KHL    36    8   11   19   65  --  --  --  --  --
2013     Salavat Yulayev             KHL     7    2    4    6    2  14   4   5   9   6
2013-14  Salavat Yulayev             KHL     7    2    2    4    6  --  --  --  --  --
2013-14  Toros Neftekamsk	     VHL     6	  0    2    2	 2
2013-14  Avangard (Omsk)             KHL    24   10    5   15   10
--------------------------------------------------------------------------------------
         NHL Totals                         55    4   13   17   47
         KHL Totals                        285   95   93  188  350  34  13  10  23  38

```

## Достижения
- Обладатель серебряной медали молодёжного чемпионата мира в составе сборной Словакии.